# Sovrani di Sassonia-Coburgo-Gotha
I Sovrani di Sassonia-Coburgo-Gotha sono tutti i monarchi che hanno regnato sul Ducato di Sassonia-Coburgo-Gotha; nel 1826, il re Federico Augusto II di Sassonia fece da arbitrario per il Trattato di Hildburghausen, firmato il 12 novembre 1826, che riguardava una riorganizzazione dei ducati ernestini. Il neo-creato ducato di Sassonia-Coburgo-Gotha era inizialmente un doppio ducato, governato da Ernesto III come Ernesto I di Sassonia-Coburgo-Gotha in un'unione personale, con un solo voto nel Bundesrat . L'opportunità di unificare i due ducati nel 1826 fu persa. Dopo la Staatsgrundgesetz (leggi della Camera) del 1852, i ducati furono legati da un'unione politica e reale, divenendo uno stato unitario quasi federale . Dopo la fine della monarchia, sancita dalla Rivoluzione di novembre nel 1918, i due ducati divennero due stati distinti e indipendenti: il Libero Stato di Coburgo e la Repubblica di Gotha, in seguito ribattezzata Libero Stato di Gotha. I loro leader, tuttavia, ritenevano che i nuovi stati non fossero economicamente sostenibili, così iniziarono a cercare possibili fusioni. Il 30 novembre 1919 si tenne un referendum e la decisione fu presa. Il 1° maggio 1920, il Libero Stato di Gotha si fuse con il nuovo Stato di Turingia, e il Libero Stato di Coburgo seguì due mesi dopo, il 1° luglio 1920, unendosi allo Stato Libero di Baviera.

## Duchi di Sassonia-Coburgo-Gotha

### Sassonia-Coburgo-Gotha (1826 - 1918)
Nel 1826, il re Federico Augusto II di Sassonia fece da arbitrario per il Trattato di Hildburghausen, firmato il 12 novembre 1826, che riguardava una riorganizzazione dei ducati ernestini. La firma prevedeva l'estinzione della linea di Sassonia-Gotha-Altenburg, che la Sassonia-Hildburghausen scambiò il suo ducato con quello di Sassonia-Altenburg, la linea di Sassonia-Meiningen divenne Sassonia-Hildburghausen e ottenne dalla Sassonia-Coburgo-Saalfeld i territori di Saalfelder, nonché il distretto di Themar e le località di Mupperg, Mogger, Liebau e Oerlsdorf. Il ducato di Sassonia-Coburgo-Saalfeld ricevette in cambio il ducato di Sassonia-Coburgo, i distretti di Königsberg e Sonnefeld dalla Sassonia-Hildburghausen e le proprietà di Callenberg e Gauerstadt dalla Sassonia-Meiningen. A quel tempo, il principato di Lichtenberg, sul fiume Nahe, faceva parte del ducato di Coburgo già da dieci anni. Ernesto III di Sassonia-Coburgo-Saalfeld, lo aveva ricevuto nel 1816 dal Congresso di Vienna per aver fornito assistenza agli alleati nelle guerre napoleoniche. II duca vendette poi il principato alla Prussia nel 1834.
Il neo-creato ducato di Sassonia-Coburgo-Gotha era inizialmente un doppio ducato, governato da Ernesto III come Ernesto I di Sassonia-Coburgo-Gotha in un'unione personale, con un solo voto nel Bundesrat . L'opportunità di unificare i due ducati nel 1826 fu persa. Dopo la Staatsgrundgesetz (leggi della Camera) del 1852, i ducati furono legati da un'unione politica e reale, divenendo uno stato unitario quasi federale . I successivi tentativi di unire i ducati fallirono nel 1867 perché il Landtag di Gotha non voleva assumersi i maggiori debiti statali di Coburgo e nel 1872 a causa di problemi relativi all'amministrazione dell'intera unione. Ernesto I morì nel 1844 e il suo figlio maggiore e successore, Ernesto II, governò fino alla propria morte, avvenuta nel 1893. Essendo morto senza figli, il trono dei due ducati sarebbe passato ai discendenti maschi del defunto fratello, il principe Alberto, il cui figlio maggiore Edoardo, principe di Galles, era l'erede al trono britannico. Aveva già rinunciato alle sue pretese in favore del fratello minore, il principe Alfredo, duca di Edimburgo, il quale divenne così il terzo duca di Sassonia-Coburgo-Gotha. L'unico figlio di Alfredo, anch'egli di nome Alfredo, morì nel 1899, quindi alla morte del duca Alfredo nel 1900 gli succedette il nipote, il duca di Albany, figlio sedicenne del principe Leopoldo, ultimo genito maschio della regina Vittoria, poiché il fratello minore del defunto duc, il principe Arturo, duca di Connaught, e suo figlio, il principe Arturo di Connaught, avevano rinunciato alle proprie pretese sulla successione. Regnò con il nome di Carlo Edoardo ma a causa della sua età gli fu affiancata una reggenza del principe Ernesto II di Hohenlohe-Langenburg fino al raggiungimento della maggiore età, nel 1905. Il nuovo sovrano di Coburgo continuò anche a usare il suo titolo britannico di duca di Albany. Poiché Carlo Edoardo scelse di schierarsi con i tedeschi, quindi contro gli inglesi, nella Prima guerra mondiale, fu privato dei suoi titoli britannici nel 1919 .
Dopo la fine della monarchia, sancita dalla Rivoluzione di novembre nel 1918, i due ducati divennero due stati distinti e indipendenti: il Libero Stato di Coburgo e la Repubblica di Gotha, in seguito ribattezzata Libero Stato di Gotha. I loro leader, tuttavia, ritenevano che i nuovi stati non fossero economicamente sostenibili, così iniziarono a cercare possibili fusioni. Il 30 novembre 1919 si tenne un referendum e la decisione fu presa. Il 1° maggio 1920, il Libero Stato di Gotha si fuse con il nuovo Stato di Turingia, e il Libero Stato di Coburgo seguì due mesi dopo, il 1° luglio 1920, unendosi allo Stato Libero di Baviera.
| Nome          | Ritratto | Nascita        | Regno            | Regno            | Morte           | Consorte                                                       | Sepoltura               | Note                                                  |
| Nome          | Ritratto | Nascita        | Inizio           | Fine             | Morte           | Consorte                                                       | Sepoltura               | Note                                                  |
| ------------- | -------- | -------------- | ---------------- | ---------------- | --------------- | -------------------------------------------------------------- | ----------------------- | ----------------------------------------------------- |
| Ernesto I     |          | 2 Gennaio 1784 | 12 Novembre 1826 | 29 Gennaio 1844  | 29 Gennaio 1844 | (1) Luisa di Sassonia-Gotha-Altenburg (2) Maria di Württemberg | Friedhof am Glockenberg | Primo duca di Sassonia-Coburgo-Ghota                  |
| Ernesto II    |          | 21 Giugno 1818 | 29 Gennaio 1844  | 22 Agosto 1893   | 22 Agosto 1893  | Alessandrina di Baden                                          | Friedhof am Glockenberg | Fratello di Alberto di Sassonia-Coburgo-Gotha         |
| Alfredo       |          | 6 Agosto 1844  | 22 Agosto 1893   | 30 Luglio 1900   | 30 Luglio 1900  | Maria Aleksandrovna Romanova                                   | Friedhof am Glockenberg | Figlio diVittoria del Regno Unito e duca di Edimburgo |
| Carlo Edoardo |          | 19 Luglio 1884 | 30 Luglio 1900   | 14 Novembre 1918 | 6 Marzo 1954    | Vittoria Adelaide di Schleswig-Holstein-Sonderburg-Glücksburg  | Schloss Callenberg      | Sotto la reggenza di Ernesto di Hohenlohe-Langenburg  |

## Voci collaterali
- Sovrani di Sassonia
- Impero Tedesco
- Ducato di Sassonia-Hildburghausen
- Ducato di Sassonia-Meiningen
- Ducato di Sassonia-Weimar-Eisenach